# نظرية الألعاب

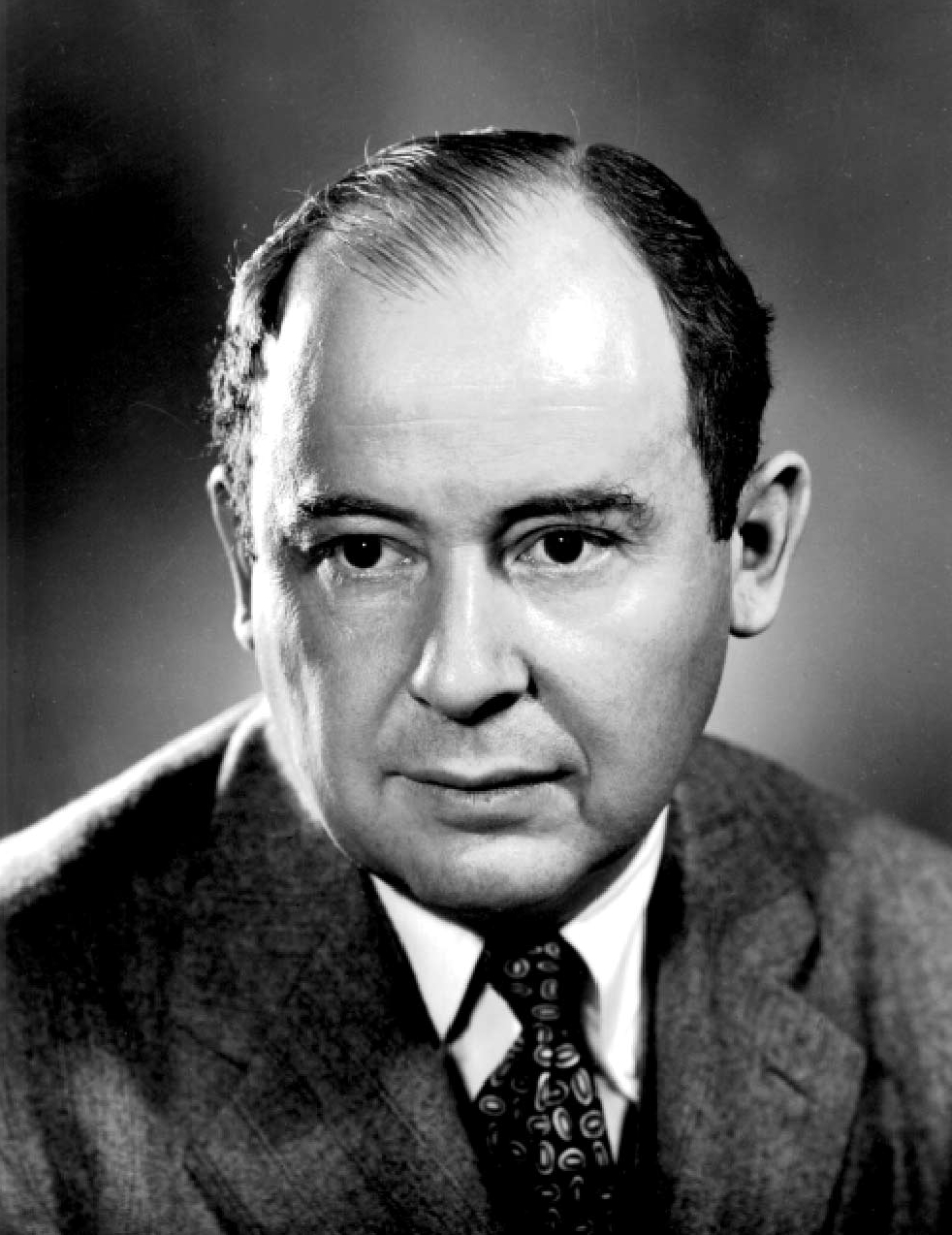
جون فون نيومان العالم الهنغاري الأمريكي في خلال اربعينيات القرن الماضي

نظرية الألعاب (بالإنجليزية: Game theory) هي دراسة النماذج الرياضية للتفاعلات الاستراتيجية بين أطراف عقلانية.[1] تُستخدم هذه النظرية في العديد من مجالات العلوم الاجتماعية، ولها تطبيقات واسعة في الاقتصاد، والمنطق، وعلوم النظم، وعلوم الحاسوب. في بداياتها، تناولت نظرية الألعاب ما يُعرف بـ"ألعاب المحصلة الصفرية" بين طرفين، حيث تكون مكاسب طرف ما مساوية تمامًا لخسائر الطرف الآخر. وفي خمسينيات القرن العشرين، توسعت لتشمل دراسة الألعاب غير صفرية المحصلة، وامتدت لتشمل طيفًا واسعًا من العلاقات السلوكية. تُعدّ اليوم مصطلحًا شاملاً لعلم اتخاذ القرار العقلاني لدى البشر والحيوانات والحواسيب.
بدأت نظرية الألعاب الحديثة بفكرة توازن الاستراتيجيات المختلطة في ألعاب المحصلة الصفرية بين طرفين، وإثباتها من قبل جون فون نيومان. استخدم فون نيومان في برهانه مبرهنة نقطة التثبيت لبروير، التي تنص على أن أي دالة مستمرة من مجموعة مدمجة ومحدبة إلى نفسها لها نقطة تثبيت. أصبحت هذه الطريقة معيارًا في نظرية الألعاب والاقتصاد الرياضي. تلا ذلك صدور كتاب نظرية الألعاب والسلوك الاقتصادي (Theory of Games and Economic Behavior) عام 1944، الذي كتبه بالتعاون مع أوسكار مورغنسترن، وتناول الألعاب التعاونية بين عدة لاعبين.[3] أما الطبعة الثانية من الكتاب، فقد قدّمت نظرية بديهية لمنفعة التوقع، مما مكّن الإحصائيين الرياضيين والاقتصاديين من دراسة اتخاذ القرار في ظل عدم اليقين.
شهدت نظرية الألعاب تطورًا كبيرًا في خمسينيات القرن الماضي، ثم طُبقت بشكل صريح على علم التطور في سبعينياته، رغم وجود تطورات مشابهة تعود إلى ثلاثينيات القرن العشرين على الأقل. وقد اعترف بها على نطاق واسع كأداة مهمة في العديد من التخصصات. نال جون ماينارد سميث جائزة كرافورد عام 1999 لتطبيقه نظرية الألعاب التطورية، كما حاز خمسة عشر من علماء نظرية الألعاب على جائزة نوبل في الاقتصاد حتى عام 2020، من بينهم مؤخرًا بول ميلغروم وروبرت بي. ويلسون.

## البدايات
إن القالب العام لنظرية الألعاب وضعه وصممه عالم الرياضيات الفرنسي إيمل بورل، الذي كتب أكثر من مقالة عن ألعاب الصدفة، ووضع منهجيات لآلية الألعاب، هذا ويعد المصمم الرئيسي لنظرية الألعاب هو عالم الرياضيات الهنغاري-الأمريكي جون فون نيومان، الذي أسس عبر سلسلة من المقالات أمتدت على مدى عشر سنوات (1920-1930)، الإطار الرياضي لأي تطوير على النظريات الفرعية.
وكانت معظم الخطط العسكرية في الحرب العالمية الثانية ضمن مجال نقل الجنود وإيوائهم والدعم اللوجيستي وفي مجال الغواصات والدفاع الجوي مرتبطة بشكل مباشر مع نظرية الألعاب. وبعد ذلك تطورت نظرية الألعاب كثيراً في بيئة علم الاجتماع، ومع ذلك تعتبر نظرية الألعاب نتاجاً جوهرياً لعلم الرياضيات.

## تاريخ نظرية الألعاب
تأسس علم نظرية الألعاب سنة 1944 على يد جون فون نويمان وأوسكار مورغن شتيرن واشتهر عن طريق تأليفهما كتاب The Theory of Games and Economic Behavior. سنة 1994 تحصل كل من جون ناش ورينارد سيلتين وجون هارسانيي على جائزة نوبل للاقتصاد وذلك لإسهاماتهم في مجال نظرية الألعاب.

### الخط الزمني
- قبل 1944: بعض الأعمال لكورنو بوريل وزيرميلو
- 1944:جون فون نويمان وأوسكار مورغن شتيرن يؤلفان كتاب The Theory of Games and Economic Behavior
- 1950 حتى 1960 تقريبا: استعمال أول نماذج اقتصادية قائمة على نظرية الألعاب والقيام ببعض الدراسات في العلوم الاقتصادية التجريبية للتأكد من صحة نتائج نظرية الألعاب.
- 1972: إقحام نظرية الألعاب في البيولوجيا التطورية (evolution biology) حيث ألف جون مينارد سميث كتاب Game Theory and the Evolution of Fighting
- 1994:جائزة نوبل لناش وزملائه لعملهم بعنوان: analysis of equilibria in the theory of non-cooperative games

## مفاهيم وتقسيمات
- اللعبة: اللعبة موقف يجب على اللاعبين (على الأقل اثنين) فيه اتخاذ قرار.

### مسلمات
- اللاعبون يتصرفون بعقلانية أي أنهم يحاولون جعل احتمال وقوع عملية دفع (أي تفوق أو ربح) أكثر احتمالا.
- اللاعبون يتصرفون استراتيجيا أي أنهم يحسبون أو يتكهنون حركة المنافس أو اللاعب الآخر ويدخلونها في حساباتهم.

### تقسيم 1
يمكن تقسيم الألعاب إلى:
- ألعاب ساكنة: حيث يجب على اللاعبين أن يقوموا باختيار استراتيجياتهم كلهم في نفس الوقت أي أن كلا منهم يتخذ قراره في نفس اللحظة ولا يستطيع أن يرى أولا ماذا فعل المنافس ثم يقرر. (في العلوم السياسية يقصد بها الألعاب التي تتميز بثباث القواعد وعدد الأطراف).
- ألعاب دينامكية: يمكن للاعبين فيها أن يتخذوا قراراتهم الواحد تلو الآخر. (في العلوم السياسية يقصد بها الألعاب التي تتميز بالتغير المستمر في القواعد وأطراف اللعبة).

### تقسيم 2
- ألعاب بمعلومات كاملة: كل اللاعبين يعرفون نوايا (أي ما هي النتيجة التي يريد المنافس أن يصل إليها) منافسيهم ومنافسيهم يعرفون ذلك وهم يعرفون أن منافسيهم يعلمون ذلك.
- ألعاب بمعلومات منقوصة: واحد على الأقل من اللاعبين ليس له علم كامل بنوايا منافسيه.

### تقسيم 3
- الألعاب التعاونية وهي الألعاب التي يلعب فيها اللاعبون على شكل فرق.
- الألعاب غير التعاونية وهي الألعاب التي يلعب فيها اللاعبون بشكل فردي.

## تعاريف
إن مصطلح لعبة في نظرية الألعاب يعني بشكل خاص معضلة أو مشكلة ما، حيث ن من الأشخاص أو المجموعات (اللاعبين) يشتركون بمجموعة من القواعد والأنظمة تصنع الظروف والأحداث التي تشكل بداية اللعبة، وتنظم هذه القواعد الحركات القانونية الممكنة في كل مرحلة من اللعب، ومجموع الحركات أو الخطوات بمجملها يشكل ماهية اللعبة بالإضافة إلى النتيجة المرغوبة وهنا نفترض أن اللاعبين أشخاص راشدون يسعون إلى سعادتهم عبر اتخاذهم لسلسلة من القرارات، وأن كل لاعب يسعى للتنبؤ بأفكار وحركات اللاعب الآخر.

### الحركة
في مفهوم نظرية الألعاب فإن الحركة هي التي تنقل اللعبة من مرحلة إلى أخرى، بدءاً من المرحلة الأولى وانتهاء بالمرحلة الأخيرة، والحركة قد تنتقل من لاعب إلى آخر بشكل محدد ومتتابع أو معاً، وإن قرار اتخاذ الحركة من الممكن أن يكون ناتجًا عن قرار شخصي أو بالصدفة، وفي الحالة الأخيرة يوجد غرض مثل حجر النرد أو دولاب الحظ، تُحدد الحركة المعطاة وفقاً لآلية الاحتمالات.

### الخرج (النصيب)
الخرج (النصيب أو النتيجة) هو مصطلح لنظرية الألعاب يشير إلى ماذا حدث في نهاية اللعبة، في بعض الألعاب مثل الشطرنج أو الداما تكون النتيجة واضحة وبسيطة وذلك بتحديد الخاسر والرابح، في بعض ألعاب الرهان كالبوكر يكون النصيب هو النقود، وكمية النقود تحدد بعدد الرهانات التي وضعت أثناء اللعب.

### الصيغة الشاملة والصيغة الطبيعية
يعتبر البحث في الفرق بين الصيغ الشاملة والصيغ الطبيعية من أهم دراسات نظرية الألعاب. نقول عن اللعبة بأنها في صيغتها الشاملة إذا أُلِفَتْ وفقاً لقواعد تحدد الحركات الممكنة في كل مرحلة، حيث تحدد على أي من اللاعبين عليه اللعب (الدور)، كما تحدد الاحتمالات الممكنة التي تنتج عن أي حركة للاعب أسندت إليه بالصدفة، كما تحدد هذه القواعد حجم النصيب أو الخرج الممكن الناتج عن خوض اللعبة.
 كما أن الافتراض يقول أن كل لاعب لديه مجموعة من التفضيلات عند كل حركة بشكل توقع للخرج الممكن الذي إما سيضاعف نصيب اللاعب من النصيب أو يخسر.
 اللعبة في صيغتها الشاملة لا تحتوي فقط على لائحة من القوانين والقواعد التي تحكم تحرك كل لاعب، بل تحتوي أيضاً على مخطط من التفضيلات لكل لاعب، حيث الألعاب الجماعية الشائعة مثل (إكس أو) أو ألعاب الورق.
إن أبسط الألعاب بصيغتها الشاملة تتضمن كمًّا هائلاً من المنهجيات والتخطيط لذلك طوّر الباحثون نمطًا جديدًا من الألعاب دعيت بالألعاب بصيغتها الطبيعية، حيث يمكن حساب النتائج بشكل كامل.
وتكون اللعبة بصيغتها الطبيعية إذا أمكن وضع جميع النتائج أو الخرج لكل لاعب في حال اتخاذه أي قرار نابع عن إستراتيجية ممكنة اتبعها، وهذا الشكل من الألعاب النظرية يمكن لعبه عن طريق أي مراقب حيادي لا يتأثر بقرارت يتخذها اللاعبون.

### كاملة المعطيات
نقول عن اللعبة بأنها كاملة المعطيات إذا كانت جميع الحركات الممكنة معروفة لكل لاعب، الداما والشطرنج هما مثالان جيدان للعبة بمعطيات كاملة، البوكر تعتبر لعبة لا يمتلك فيها اللاعبون إلا قدراً محدودًا من المعطيات في بداية اللعبة.

### المنهج
المنهج أو الخطة هو قائمة اللاعب بالخيارات المثلى الممكنة في كل مرحلة من مراحل اللعبة، ويعتبر المنهج الذي يأخذ في الحسبان جميع الحركات الممكنة قبل اتخاذ القرار هو منهج لا يخيب، حيث لا مكان للأحداث المفاجئة بهكذا مناهج.

## أنواع الألعاب
إن نظرية الألعاب تميز بين عدة أشكال من الألعاب، وفقاً لعدد اللاعبين ولظروف اللعب نفسها.

### لعبة الشخص الواحد/اللعب الفردية
السوليتير هي لعبة فردية، حيث لا وجود لتضارب مصالح حقيقية، لأن المصلحة الوحيدة هنا هي مصلحة اللاعب الفردي نفسه، وفي هذه اللعبة فإن الحظ أو الصدفة هو بنية اللعبة الأساسية وذلك اعتماداً على خلط الأوراق وعلى ما أمتلكه اللاعب من أوراق جيدة وزعت عليه عشوائياً. بالرغم من اهتمام نظرية الاحتمالات بالألعاب الفردية، إلا أنها لا تعتبر من المواضيع المحببة لدى نظرية الألعاب، حيث لا وجود لخصم يقوم باعتماد منهج مستقل ينافس به خيارات اللاعب الآخر.

### لعبة الشخصين/الثنائية
يعتبر نمط الألعاب الثنائية من أكثر الأنماط انتشاراً، ويتضمن العديد من الألعاب المألوفة مثل الشطرنج والداما أو أي لعبة تعتمد على فريقين اثنين، والمعضلات الأكثر صعوبة هي التي تتضمن أكثر من لاعب، كالألعاب الجماعية مثل: المونوبولي والبوكر أو أي لعبة تتضمن لاعبين متعددين.
 إن الألعاب الثنائية قد حُلِّلَتْ بشكل موسع في نظريات الألعاب، والصعوبة الحقيقية في تمديد النتائج التي تُوُصِّلَ إليها لتشمل الألعاب بـأن لاعب تكمن في توقع التفاعلات الممكنة بين مختلف اللاعبين، لأن في الألعاب الثنائية تكون جميع الخيارات والحركات الممكنة بالإضافة للنتائج تكون متوقعة، لكن عندما يكون هناك ثلاثة لاعبين أو أكثر، فإن احتمالات عشوائية معقدة من الخيارات والفرص تنشأ في ظل الظروف لتشكل تعاونا، أو التحاما، أو اصطداما بين اللاعبين.

### ألعاب صفرية المجموع
إذا كان مجموع الأرباح-الخرج في نهاية اللعبة هو صفر، فإن اللعبة صفرية المجموع، ويكون في هذه الألعاب كمية الربح أو احتماله مساوي تماماً لكمية الخسارة أو احتمالها، وهي المرادف لمصطلح تحليل التعادل الاقتصادي الذي يعبر عن الوصول إلى نقطة اللاربح واللا خسارة أو لا إنتاج ولا اهتلاك. سنة 1944 أظهر كل من فون نيومان، وأوسكار مورغنسنن Oskar Morgensten أن أي ن شخص لعبة صفرية المجموع من الممكن توسيعها إلى ن+1 شخص لعبة صفرية المجموع، وهكذا فإن ألعاب ن+1 شخص من الممكن تعميمها من الحالة الخاصة للألعاب الثنائية الصفرية المجموع. وإحدى أهم المسائل التي أثيرت في هذا المجال هي أن مبادئ التعظيم والتخفيض تطبق على جميع الألعاب الثنائية الصفرية المجموع، ويعرف هذا المصطلح بـ معضلة تخفيض-تعظيم، وقد أُثْبِتَت عن طريق نيومان سنة 1928، ونجح آخرون بالاثبات استناداً لطرق متعددة.

## تطبيقات
إن تطبيقات نظرية الألعاب واسعة ومتعددة وقد أشار مؤلفا النظرية فون نيومان-مورغنستين بأن الأداة الفعالة لنظرية الألعاب يجب أن ترتبط ارتباطاً وثيقاً بعلم الاقتصاد ونظرية سلوك المستهلك، وتعتبر النماذج الاقتصادية وخصوصاً نموذج اقتصاد السوق، سوق المنافسة الكاملة مكاناً مثالياً لاختبار فرضيات نظرية الألعاب، بالإضافة إلى الاستعمال الشديد لنظرية الألعاب في قسم بحوث العمليات الذي يخوض في مسائل تعظيم الأرباح وتخفيض التكاليف.
كما ترتبط نظرية الألعاب ارتباطاً وثيقاً بعلم الاجتماع وتستخدم على نطاق واسع في السياسة.
وبحسب اراء لعلماء عديدين فإن لنظرية الألعاب مع فيزياء الكم تطبيقات كثيرة لشرح الإدراك البشري وأنماط التفكير غير المنطقي.

## أمثلة مشهورة
- معضلة السجينين: وتقوم هذه اللعبة على وضع السجينين في مكانين منعزلين والبدء باستجوابهما، ثم أخبارهما بأن أحدهما قد تكلم فعلاً، والذي يعقد الصفقة أولاً يكون الرابح، فيبدأ كل سجين بالانهيار نتيجة عدم قدرته على توقع ما تكلم به الآخر ورغبته في أن يكون هو صاحب الصفقة وليس الضحية.
- السوق: يعتبر السوق مثالاً جيداً لنظرية الألعاب؛ فمنذ لحظة دخولك للمحل متفحصاً البضاعة تكون قد بدأت اللعبة، المستهلك يريد أرخص سعر وأعلى جودة، البائع يريد بيع أعلى سعر، والتخلص من البضائع الرديئة الجودة، وعندما تبدأ المساومة، والجدال حول السعر تكون قد وصلت اللعبة لذروتها، والرابح هو الذي يستطيع توقع حركات الآخر، فعندما يتوقع المستهلك بأنه إذا خرج من المحل دون الشراء سيجري وراءه البائع فسيكون هو الرابح إن صح توقعه وخاسر إن لم يصح.
- ابحث عني: وهي لعبة تقوم على وضع فريقين في مدينة تمتلك عدداً محدد من المعالم السياحية دون أن يتعرف الفريقان على بعضهما، ودون أن يعلموا بمكان وجودهم، تنتهي اللعبة عندما ينجح الفريق الذي يتوقع مكان الآخر، وينجح في كشفه قبل الثاني.
- التهديد القابل للتصديق: وهي لعبة تقوم على خلق هاجس الرعب لدى أحد اللاعبين، وذلك عندما يطلب اللاعب الأول طلباً من الثاني، مع وجود تهديد حقيقي قابل للتصديق ينفذ بحق الثاني إن لم ينفذ الطلب، وتبدأ اللعبة عندما تضع اللاعب الثاني في دوامة الخوف من إمكانية تنفيذك للتهديد.

## أحداث أخيرة
قام الممثل راسل كرو بتجسيد شخصية (جون ناش)، الذي قام بانجازات ملحوظة في هذه النظرية في فيلم (عقل جميل) (A Beautiful Mind).
في كانون الأول/ديسمبر 2005، منحت الأكاديمية الملكية السويدية للعلوم جائزة بنك السويد للعلوم الاقتصادية باسم ألفريد نوبل للعالم روبرت ج أومان وتوماس س شلينغ تقديراً لمساهمتهما في شرح النزاعات والتعاون من خلال تحليل يتعلق بنظرية الألعاب.
في 2007 منحت الأكاديمية الملكية السويدية للعلوم جائزة نوبل للاقتصاد لكل من ليونيد هوريكز من جامعة مينسوتا، إيرك ماسكن من معهد الدراسات المتقدمة ببرنستون، وروجر مايرسون من جامعة شيكاغو عن أبحاثهم في مجال التصميم الميكانيكي للألعاب Mechanism Design Theory.

## وصلات خارجية
- موقع متخصص بنظرية الألعاب